# Alternanthera cinerella
Alternanthera cinerella är en amarantväxtart som beskrevs av Karl Suessenguth. Alternanthera cinerella ingår i släktet alternanter, och familjen amarantväxter. Inga underarter finns listade i Catalogue of Life.